# Contea di Wen (Henan)
La contea di Wen (温县S, Wēn XiànP) è una contea della Cina, situata nella provincia di Henan e amministrata dalla prefettura di Jiaozuo.